# كارلوس غونزاليس (لاعب كرة قدم)
كارلوس غونزاليس (بالإسبانية: Carlos González) (30 مارس 1976 بأسونسيون في باراغواي - ) هو مدرب كرة قدم ولاعب كرة قدم باراغواياني في مركز الوسط. شارك مع منتخب باراغواي لكرة القدم. أما مع النوادي، فقد لعب مع ذي سترونغيست ونادي لاردة ونادي ليبرتاد وناسيونال أسونسيون وميونيسيبال ونادي 12 أكتوبر لكرة القدم وClub Cerro Corá ‏ وديبورتيس توليما وIndependiente F.B.C. ‏ ونادي غواراني (نادي كرة قدم) وأتليتيكو بوكارامانغا.

## وصلات خارجية
- كارلوس غونزاليس على موقع قاعدة بيانات كرة القدم.إي يو (الإنجليزية)
- كارلوس غونزاليس على موقع ناشيونال فوتبول تيمز (الإنجليزية)